# Mijanou Bardot
Pour les articles homonymes, voir Bardot.
Marie-Jeanne Bardot, dite Mijanou Bardot, est une actrice et entrepreneuse française, née le 5 mai 1938 à Paris.

## Biographie

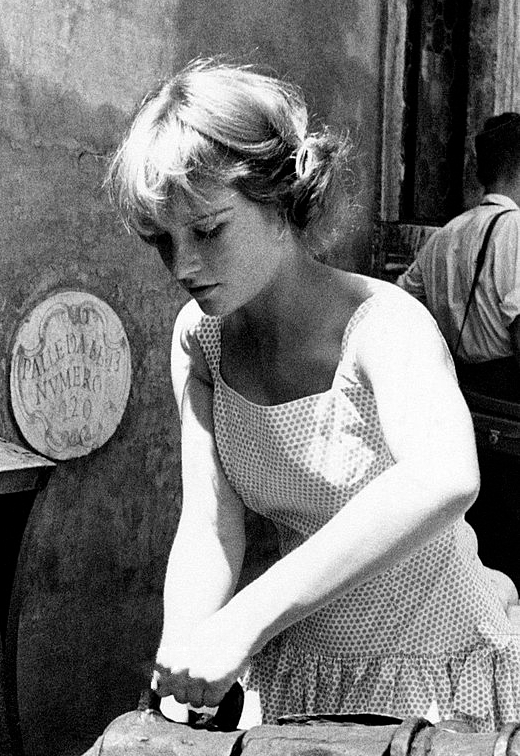
Mijanou Bardot en 1958.

### Famille
Marie-Jeanne Bardot naît en mai 1938 à Paris. Elle est la sœur cadette de Brigitte Bardot, son aînée de presque quatre ans. Son père, Louis Bardot (1896-1975), est un industriel.
Les origines de la famille Bardot sont à Ligny-en-Barrois, en Lorraine. Son père est le propriétaire des usines Bardot (appartenant aujourd'hui à Air liquide), dont le siège se trouve rue Vineuse, à Paris.
Sa mère, Anne-Marie Mucel (1912-1978) est la fille du directeur d'une compagnie d'assurances. C’est une artiste contrariée qui aurait souhaité être ballerine .

### Carrière au cinéma
En novembre 1956, alors que sa sœur est devenue cette année-là une des vedettes du festival de Cannes, une photo de Mijanou fait la couverture du magazine Elle, photo réalisée par un ami, Jeanloup Sieff . Baccalauréat en poche, elle tourne également son premier film, Club de femmes, réalisé par Ralph Habib et qui sort en décembre 1956. Un de ses partenaires dans cette comédie est Jean-Louis Trintignant. D’autres films suivent, surtout dans la deuxième moitié des années 1950, avec comme réalisateurs par exemple Michel Deville, Jacqueline Audry, Pierre Schoendoerffer, etc. Elle refuse de figurer nue dans une scène de bain de Ramuntcho, film dont elle incarne l’héroïne principale, expliquant à Pierre Schoendoerffer : « Moi, je ne m’exhibe pas. Demandez à Brigitte de me doubler pour cette scène. Elle adore retirer son soutien-gorge et fera ça avec plaisir. »
Elle épouse en 1962 le comédien Patrick Bauchau. Elle tourne aux États-Unis avec Albert Zugsmith dans une comédie américaine intitulée Sex Kittens Go to College (en), sortie en 1960, puis revient en France tourner avec Patrick Bauchau dans un film d’Éric Rohmer, La Collectionneuse.

### Après le cinéma
Elle cesse de tourner dans les années 1970. Elle fonde alors une entreprise d'ameublement en 1979, Espace Loggia, sur une idée assez novatrice : proposer des meubles se prêtant à des gains de place et des transformations .

## Filmographie
- 1956 : Club de femmes de Ralph Habib : Micheline
- 1957 : Jusqu'au dernier de Pierre Billon : Josiane, l'écuyère
- 1958 : C'est la faute d'Adam de Jacqueline Audry
- 1958 : Le Pirate de l'Épervier noir (Il pirata dello Sparviero nero) de Sergio Grieco : Elena di Monteforte
- 1958 : Une balle dans le canon de Michel Deville et Charles Gérard : Brigitte Geoffrain
- 1959 : Ramuntcho de Pierre Schoendoerffer : Gracieuse
- 1960 : Sex Kittens Go to College (en) d'Albert Zugsmith (en) : Suzanne
- 1967 : La Collectionneuse d'Éric Rohmer : Carole
- 1970 : Después del diluvio de Jacinto Esteva Grewe (es) : Patricia